# Carex bromoides
Carex bromoides är en halvgräsart som beskrevs av Carl Ludwig von Willdenow. Enligt Catalogue of Life ingår Carex bromoides i släktet starrar och familjen halvgräs, men enligt Dyntaxa är tillhörigheten istället släktet starrar och familjen halvgräs. Arten förekommer tillfälligt i Sverige, men reproducerar sig inte.

## Underarter
Arten delas in i följande underarter:
- C. b. bromoides
- C. b. montana